# Dositeo de Samaria
Dositeo de Samaria, o Dositeo el samaritano fue un líder religioso samaritano, fundador de una secta de contenido gnóstico. Tiene fama de haber conocido a Juan el Bautista y de haber sido maestro o rival de Simón el Mago. 
Su nombre, Dositeos, significa ‘don de Dios’ o ‘regalo de Dios’:
- del griego δοσις [dosis]: ‘acción de dar’; y
- del griego θεóς [theos]: ‘Dios’[1]

En las homilías pseudoclementinas (Homilías II) se le presenta como discípulo de Juan el Bautista junto a Simón el Mago. Juan el Bautista, calificado como "hemerobaptista" (Homilías II, 23), es el maestro de treinta discípulos (como posible referencia a la cantidad de días en un mes lunar).
En la literatura pseudoclementina, en cambio, Dositeo aparece como el rival de Simón el Mago.
Algunos autores creen que él fue uno de los fundadores del mandeísmo, que todavía existe marginalmente en Irak y Siria.
Dositeo se aplicó a sí mismo las profecías bíblicas que anunciaban un mesías, como lo hizo Jesucristo, su contemporáneo. Observó la circuncisión, el ayuno y la virginidad recomendada. Perseguido por "los judíos", se habría retirado a una cueva, donde habría muerto de hambre. Según los autores católicos, los grupos aún reclamaron su apoyo en el siglo IV.
Los heresiólogos cristianos lo clasifican entre los gnósticos.
Se puede notar a este respecto que un texto gnóstico de los manuscritos de Nag Hammadi, las Tres estelas de Set, se atribuye a Dositeo.